# Armeni (religiós)
Armeni (en grec antic Άρμενιος) va ser un religiós cristià que va escriure en grec un relat sobre el martiri de Crisant i Dària, dels que sembla que en va ser contemporani. L'original grec mai es va publicar però una traducció llatina va ser publicada per Laurentius Surius.